# Späd gräslilja
Späd gräslilja (Sisyrinchium rosulatum) är en irisväxtart som beskrevs av Eugene Pintard Bicknell. Enligt Catalogue of Life ingår Späd gräslilja i släktet gräsliljor och familjen irisväxter, men enligt Dyntaxa är tillhörigheten istället släktet gräsliljor och familjen irisväxter. Arten har ej påträffats i Sverige. Inga underarter finns listade i Catalogue of Life.